# Filipe de Bourbon-Duas Sicílias
Filipe de Bourbon-Duas Sicílias (Nápoles, 12 de agosto de 1847 — Paris, 9 de julho de 1922), também conhecido como Philippe de Bourbon e Bragança, foi um príncipe, militar e artista ítalo-brasileiro. Terceiro filho da princesa Januária do Brasil e do príncipe Luís, Conde de Áquila, foi engajado no exército imperial brasileiro, vindo a servir na Guerra do Paraguai, onde subiu ao posto de tenente.

## Infância e juventude

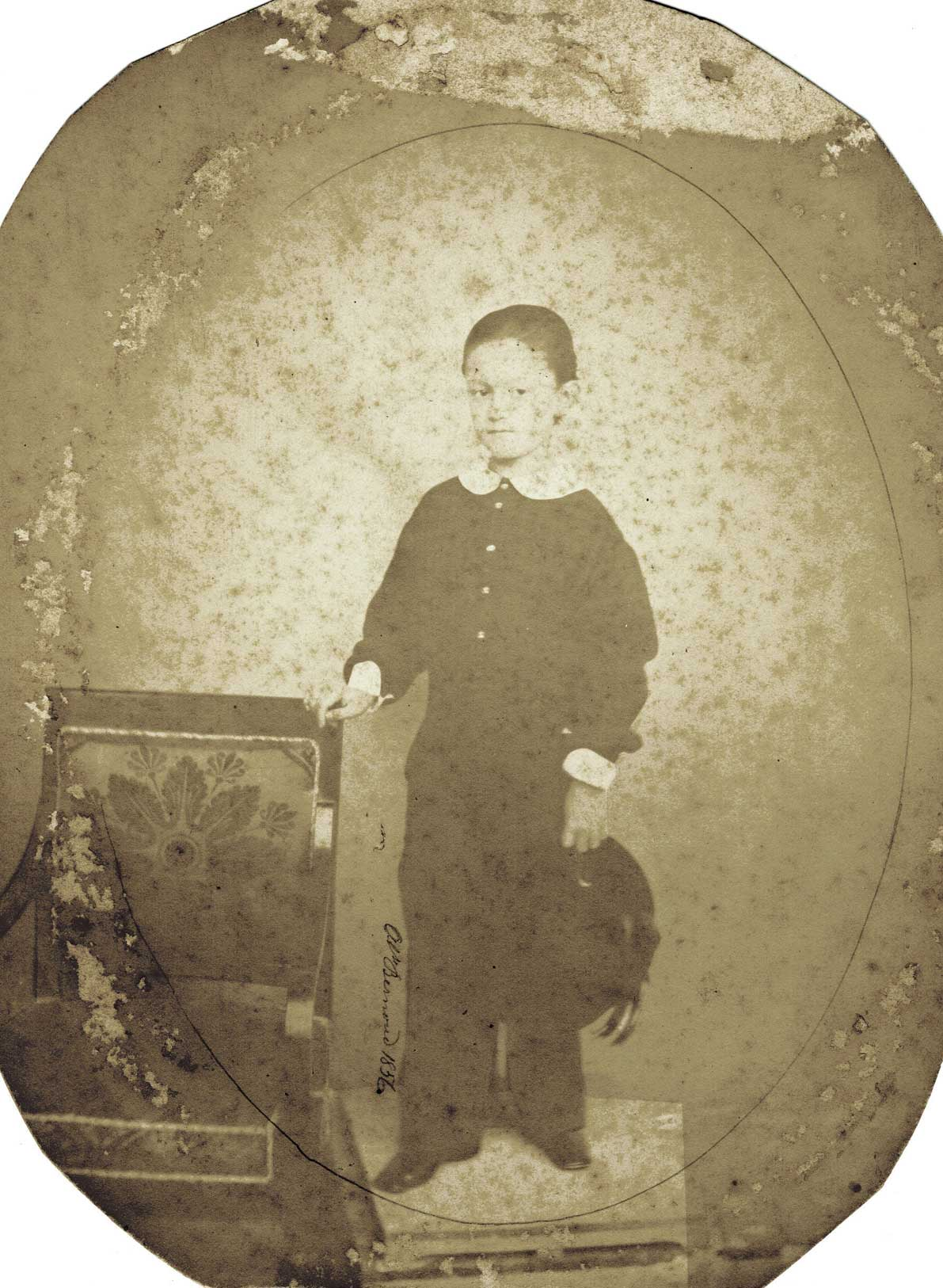
Filipe ainda criança

Filipe nasceu no dia 12 de agosto de 1847, no Palácio Real de Nápoles. Era o terceiro filho, segundo menino, do príncipe Luís, Conde de Áquila e da princesa Januária do Brasil. Seu pai era o décimo primeiro filho do rei Francisco I e da rainha Maria Isabel, já sua mãe, era a segunda filha do imperador Pedro I e da imperatriz Maria Leopoldina.
Entre seus tios, estavam: a rainha Maria II, o imperador Pedro II e a imperatriz Teresa Cristina, o rei Fernando II, a rainha Maria Cristina. Filipe é portanto, aparentado, com a maioria das famílias reais da Europa; sendo ainda primo em primeiro grau dos reis Henrique V, Francisco II e Luís I, da rainha Isabel II, dos imperadores Francisco José e Maximiliano I; e tio do rei Afonso XII.
Filipe recebia, desde seu nascimento uma penção, que era assinada pela Assembleia Geral do Império do Brasil, e paga pelo Tesouro Nacional. Conservava e tinha o direito pela Constituição, de ser um Príncipe do Império Brasileiro.
Criado por seu pai, o Conde de Áquila, segundo as mais puras tradições da realeza, Filipe teve ele como seu tutor.
Sua família sofre as convulsões do Reino das Duas Sicílias causadas pela conquista de Sabóia, após a ascensão do seu primo, Francisco II. Seu pai, criticou duramente a condução das operações militares para conter o avanço de Garibaldi, atraindo a desconfiança do rei que o acusou de ter tramado uma conspiração para destroná-lo, forçando-o ao exílio em agosto, junto com sua esposa, e seus dois filhos adolescentes sobreviventes, Luís e Filipe. A família queria chegar ao Brasil como destino de exílio, mas acabou se estabelecendo na França.

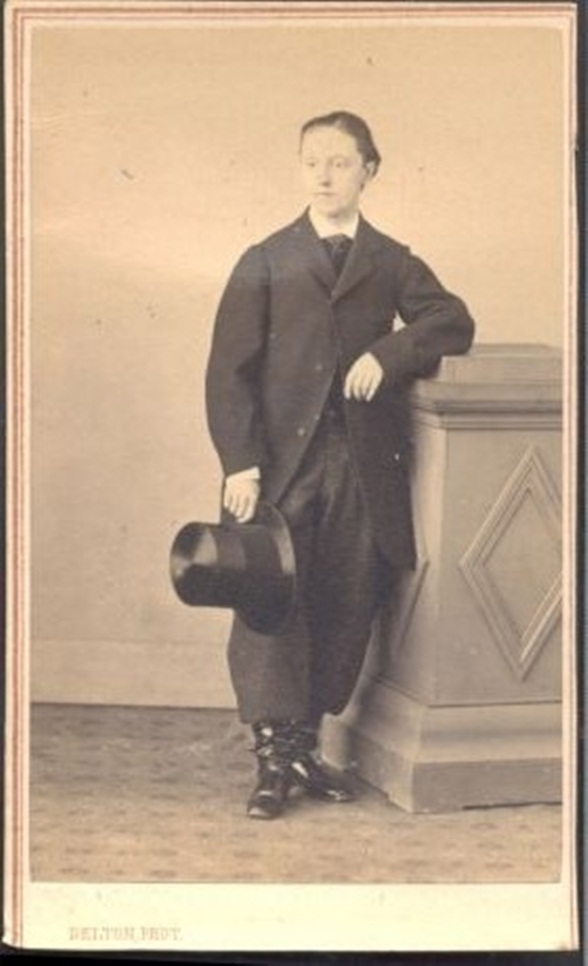
Filipe ainda jovem

Lá, seu pai escreveu uma carta ao imperador Napoleão III, na qual lhe pedia que lhe concedesse o direito de residência na França; O imperador, encantado por poder agradar a um Bourbon, apressou-se a dar todas as autorizações necessárias, e a família instalou-se em Paris.
Sob o Império, ele cresce em uma das mais suntuosas residências da capital francesa; os jornais da época estavam cheios de descrições das festas brilhantes que se sucediam ali; suas equipagens rivalizavam em luxo com as dos Metternichs e Madame Musard; em seus estábulos, desfilavam quarenta magníficos cavalos, eram os mais bem cuidados de Paris. No inverno, ele passa o verão em Villers-sur-Mer, em uma vila da família.

Aventureiro, grande corredor de boudoir, desportista emérito e jogador raivoso, seu pai rapidamente engoliu sua imensa fortuna na torre de bilhões da alta vida parisiense. Recorreu então a usurários, cujas complacências se esgotaram rapidamente, e que mandaram confiscar o hotel, os móveis, as obras de arte, as tripulações, sem qualquer respeito pelo prestígio dos Bourbons.

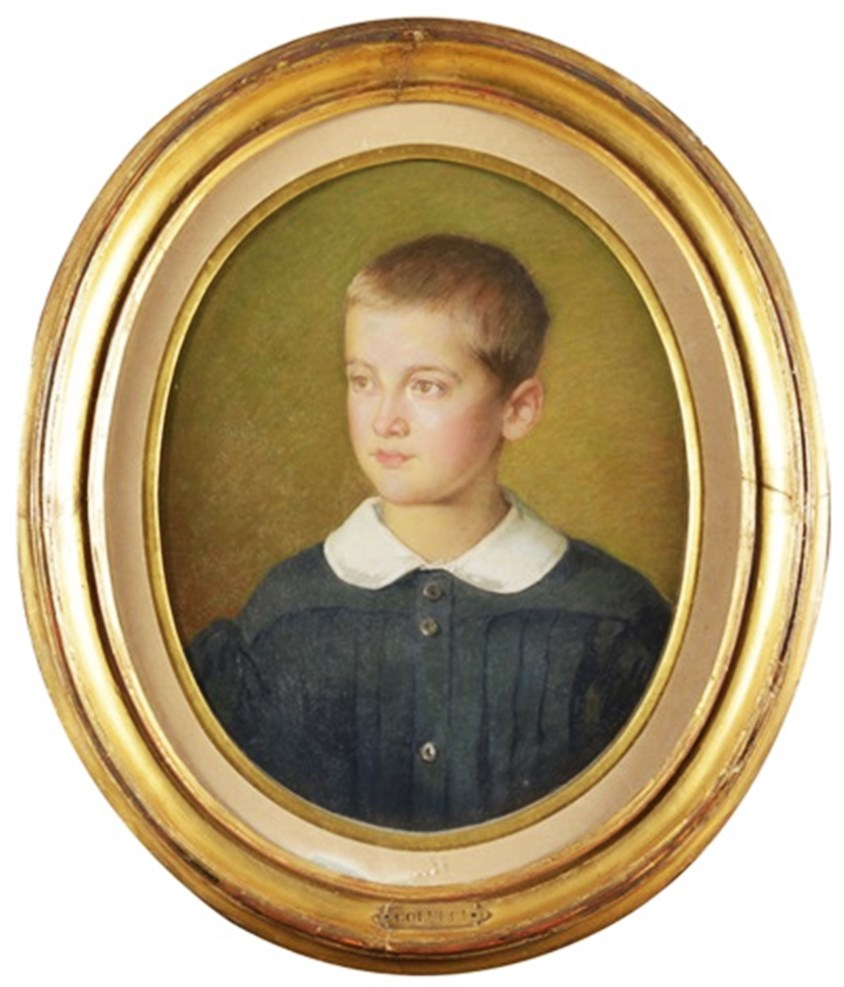
Em 1857

## Ida ao Brasil

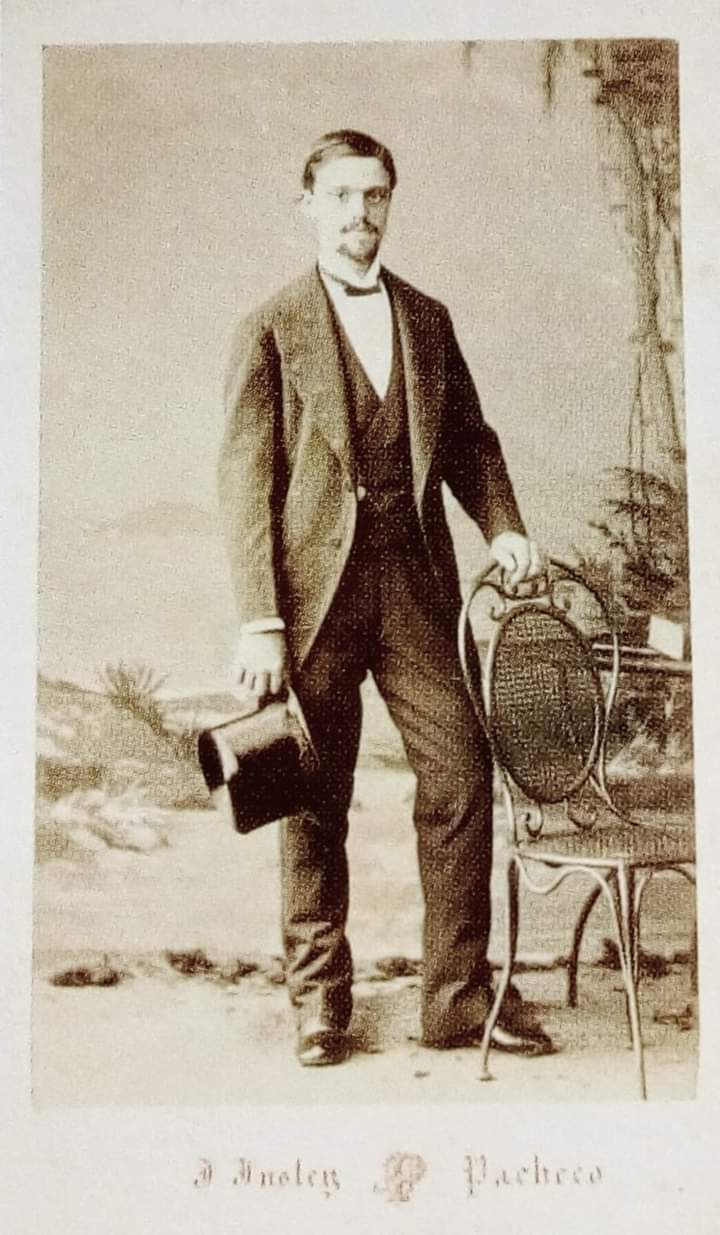
Filipe no Brasil

Considerando-se arruinado, apesar dos duzentos mil francos por ano que sua mulher lhe paga, seu pai pensou, ao que parece, em livrar-se do filho mais novo e quis que ele tomasse as ordens. O príncipe Filipe teria uma juventude bastante conturbada e irresponsável, com a personalidade de seu avô o imperador Pedro I.
O seu pai, gostava do luxo e do supérfluo, nunca deu valor ao dinheiro, mesmo com a família destronada e exilada, viveu em considerável luxo. Gastava o que não possuía, seus móveis e objetos foram à penhora pública quando moravam em Londres, literalmente leiloados, o irmão de sua mãe, o imperador Pedro II e a imperatriz viúva D. Amélia, os socorreu, salvando o dinheiro e a reputação de família.
Diante do problema, a princesa Januária pediu auxílio ao irmão o imperador, e assim conseguiu com que seu filho fosse para o Brasil em 1869. sua prima, a Princesa Isabel descreve-o: "só gosta de caçadas e cavalos...não é religioso....não acredita em nada, Paris o deixou assim".
O príncipe ficou alojado no Palácio de São Cristóvão, no antigo quarto da Princesa Leopoldina. Filipe foi então engajado no exército numa tentativa de reeducação, e recebeu a grã-cruz da imperial ordem do cruzeiro. Sem vocação para o vestuário, serve como simples soldado.

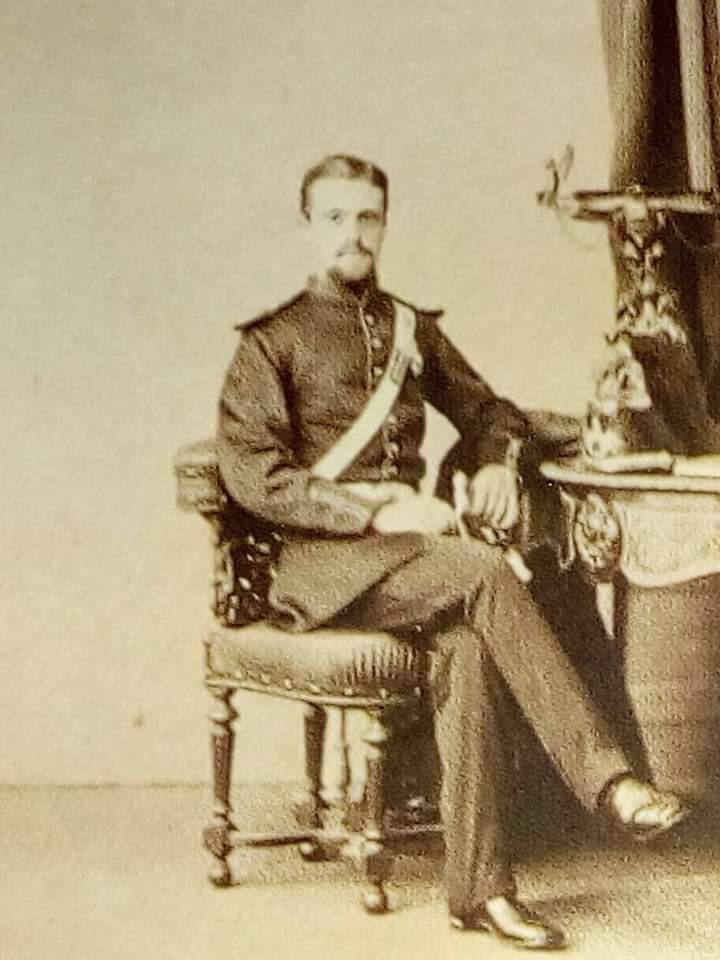
Filipe em uniforme durante a Guerra do Paraguai

O príncipe chegou a lutar na Guerra do Paraguai, foi ferido duas vezes e, depois da guerra, subiu ao posto de tenente.

## Regresso à Europa
Filipe logo se cansou da vida de guarnição e em 1876 retornou à Europa. Ele visitou a Itália, sob o nome de Duque de Bragança e, depois, como ajudante de campo, visto que sua família estava proibida de entrar no país.
Filipe estava procurando uma noiva de alta linhagem, e então começou a viajar e visitar os parentes. Ele chegou primeiro a Portugal, onde foi admiravelmente recebido por seu primo, o rei Luís I, que nada quis ou não pôde fazer por ele. De lá, ele seguiu para a Espanha, onde ficou com seu sobrinho, o rei Afonso XII. Este colocou seus palácios, seus cavalos e suas caças à sua disposição, mas não achou que deveria abrir seus cofres para ele; mas por outro lado prometeu nomeá-lo diretor do cadastro.
Entretanto, para viver, o príncipe recorre à bolsa de alguns amigos íntimos e limita-se a pintar aguarelas que, vende bastante. Além disso, seus pais lhe davam uma pensão de 400 francos por mês, quantia mais do que escassa para um príncipe de sangue real e de tão alta linhagem.

## Potenciais casamentos
Sua prima, a Princesa Isabel, junto a irmã, Leopoldina, tentaram encontrar um casamento para o primo. A sugerida foi a princesa Amália de Saxe-Coburgo-Gota, cunhada de Leopoldina. Entretanto, as negociações não avançaram, e a princesa ficou noiva do príncipe Maximiliano Emanuel da Baviera, irmão da imperatriz da Áustria, Sissi.
Seu pai, que planejava ficar rico com o casamento, apresenta Filipe à Marie Charlotte Blanc, proprietária do Casino de Monte Carlo em Mônaco. Ele havia brincado com a ideia de casar Filipe com a filha de Maria Charlotte, Marie-Félix Blanc; mas assim que o príncipe soube dos planos do pai, declarou abertamente que não se considerava suficientemente maduro para se casar. Marie-Félix viria então a se casar com o príncipe Roland Bonaparte.
Este casamento fracassado exasperou o Conde de Áquila, que contava com essa aliança para restaurar sua imagem e pagar suas dívidas, que somavam vários milhões.

## Conflitos
Aflito por ver todas as suas combinações falharem, o Conde de Áquila teve a ideia de dirigir-se ao rei Humberto I da Itália e, em nome de toda a sua família, submeter-se, de renunciar aos direitos ao trono das Duas Sicílias. O rei Humberto aceitou sua homenagem, e recebeu admiravelmente o Conde de Áquila, que está prestes a ser reintegrado ao seu posto e às suas funções de Grande Almirante; além disso, ele recuperará a posse das propriedades que lhe foram confiscada em 1862 e, finalmente, obteve uma acusação na corte para seu filho mais velho, Luís, que foi o herói de uma retumbante aventura alguns anos atrás.
Essa capitulação não foi apreciada por Filipe, que declarou em alto tom que seu pai não tinha o direito de negociar em seu nome e de desfazer as tradições de sua família. Ao que o Conde de Áquila respondeu proclamando solenemente que o príncipe Filipe foi afastado da família e, ao mesmo tempo, retirou sua modesta pensão. Filipe então não apenas exigiu que sua pensão fosse devolvida a ele, mas também que ela fosse aumentada à taxa que foi paga ao seu irmão mais velho, o príncipe Luís.

## Casamento
Com a mudança de seus pais para Londres, Filipe conheceu Flora Maria Boonen, viúva de Antonin Jankow. Eles então se casam em 1882. Sem a aprovação dos pais, ele tem o casamento considerado morganático, e então perde seus direitos dinásticos e sua pensão que até então recebia do Brasil.
Alguns anos depois, Flora foi nomeada Condessa de Espina pelo chefe da Casa Real das Duas Sicílias. O casal não teve descendência.

## Últimos anos e morte

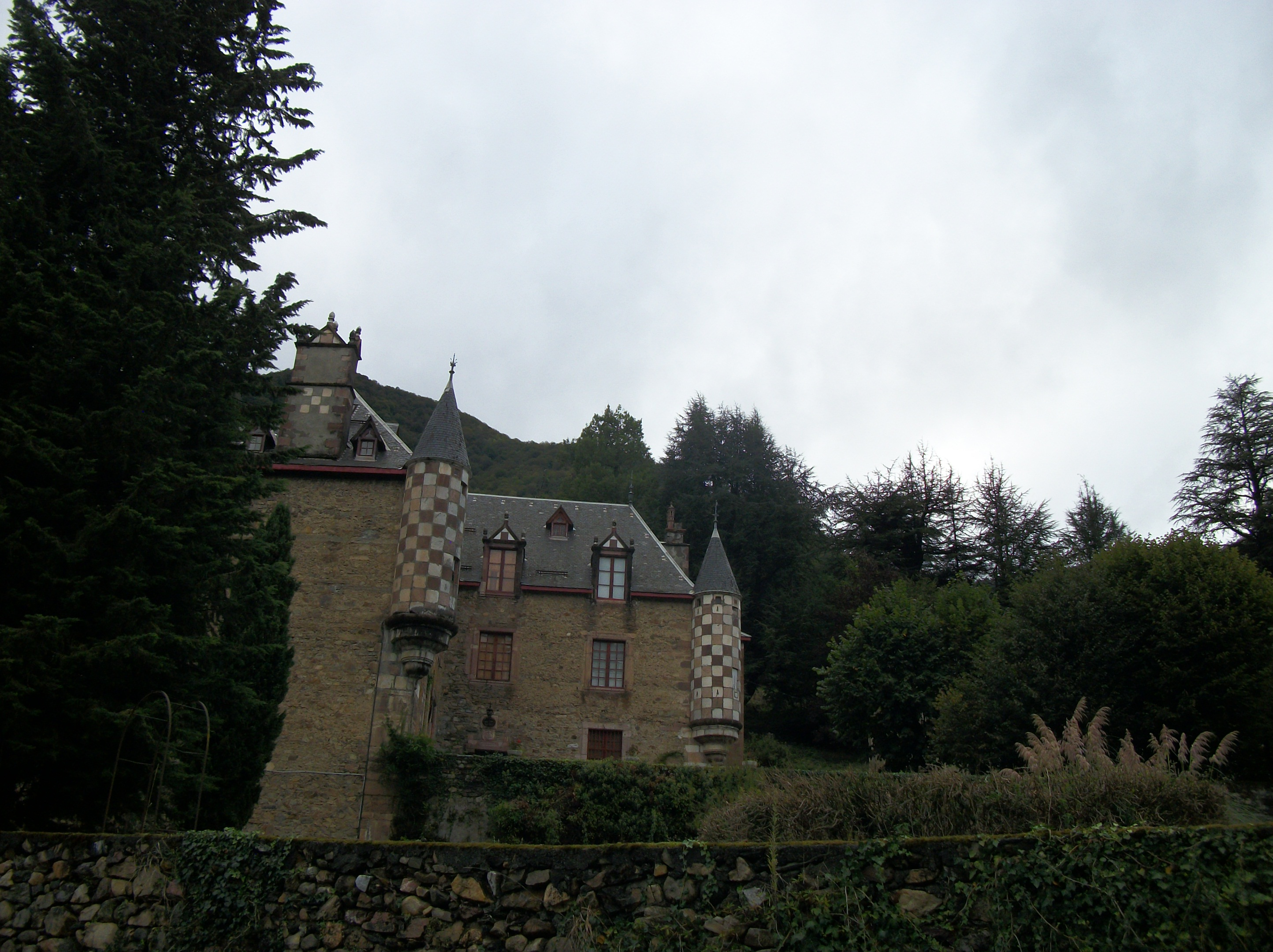
O Castelo de Guran, proriedade de Filipe

Filipe viveu muito na França, na sua propriedade de Guran em Haute-Garonne, fazendo frequentes estadias em Paris e em San Sebastian, a altura em que a família real espanhola residia nesta estação, e em particular a rainha Maria Cristina, que gostava muito dele.
Filipe morreu em 9 de julho de 1922 em Paris, onde estava hospedado por duas semanas, após uma curta doença. Morreu com 74 anos, e foi sepultado no Cemitério Père-Lachaise em Paris na França.

## Títulos e honrarias

### Títulos e estilos
- 12 de agosto de 1847 — 23 de setembro de 1882: Sua Alteza Real o Príncipe Filipe de Áquila, Príncipe brasileiro[13]
- 23 de setembro de 1882 – 9 de julho de 1922: Sua Alteza Real o Conde de Espina

### Títulos militares
- Tenente do Exército Imperial

### Honrarias

#### Nacionais
- Grã-Cruz da Ordem de São Januário[14]

#### Estrangeiras
- Cavaleiro da Ordem do Tosão de Ouro[3]
- Grã-Cruz da Imperial Ordem do Cruzeiro[14]

## Obras
Dentre muitas obras de Filipe, encontra-se: